# Inscripcions rupestres d'Usgalimal

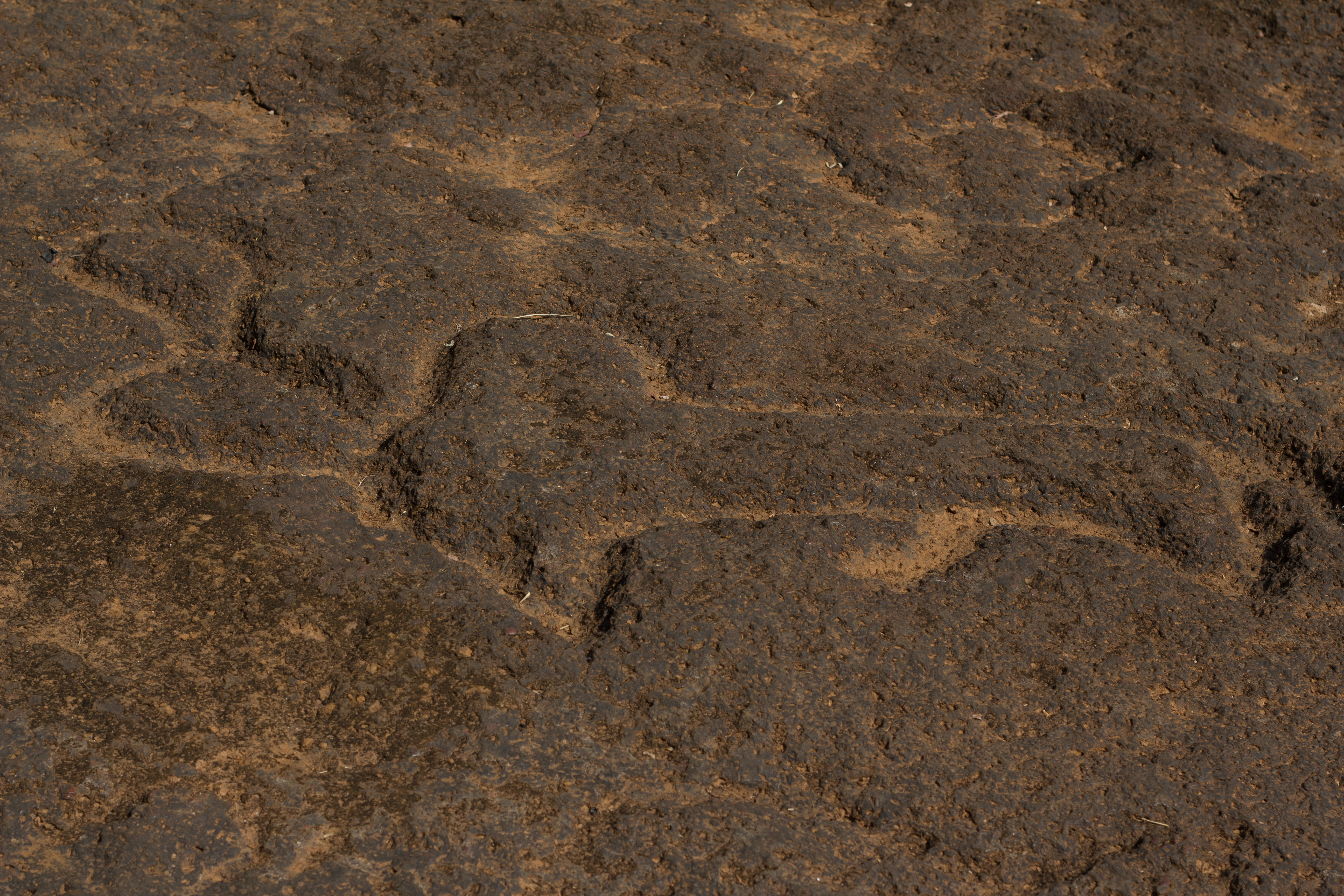
Petròglif reproduint un bisó indi

Les inscripcions rupestres d'Usgalimal o petròglifs d'Usgalimal (en konkani: ऊसगाळीमळावयली फातरशिल्पां), situades al poble d'Usgalimal, al districte de South Goa, són un dels jaciments prehistòrics més importants de l'Índia occidental.
Les inscripcions es troben als marges del riu Kushavati, al costat d'unes mines de ferro, i constitueixen una de les traces més antigues d'assentament humà a l'Índia. Aquests petròglifs daten de fa aproximadament uns 20.000 a 30.000 anys i pertanyen al Paleolític superior o mesolític. Conformen més de 100 figures distintes, dins una àrea de 500 m², on es troben gravades imatges de braus, laberints i figures humanes tallades a la laterita.
El lloc va ser descobert pels arqueòlegs que treballen a l'àrea el 1993, quan gent de la localitat els va portar a la corba del riu Kushavati situada als afores del poble, on es troben aquests gravats en una crosta de laterita. La capa de fang que tapava els gravats havia desaparegut per efecte pel monsó i va facilitar la seva descoberta i, a mesura que s'anava netejant el terreny, s'anaven descobrint més gravats. El Servei Arqueològic de l'Índia (ASI) es va fer responsable de la seva conservació i va començar a promoure el lloc com a destinació turística, mentre el Departament de Boscos el va declarar àrea protegida. Algunes de les troballes es mostren al Museu Arqueològic de Panaji.